# Curse Trăsnite (2017)
Curse Trăsnite (în engleză Wacky Races) este un serial de televiziune american de desene animate, dezvoltat de Rebecca Himot și Tramm Wigzell. Este un reboot al serialului animat din 1968 de la Hanna-Barbera cu nume identic.
Serialul a debutat în cadrul serviciului SVOD Boomerang din Statele Unite pe 14 august 2017. Premiera în România a avut loc pe 20 noiembrie 2017 pe canalul Boomerang.

## Premisă
Cursele Trăsnite revin în acțiune! E întoarcerea lui Dick Dastardly, Muttley, Peter Perfectul, Penelope Pitstop și Gruesome Twosome! Noi personaje sunt introduse în această incarnație, cum ar fi I.Q. Ickly, Brick Crashman, P.T. Barnstorm și Pandora Pitstop.
În timp ce serialul e potrivit originalului, se mai concentrează și pe viețile personale ale piloților, povești sunt adăugate, și de obicei nu e niciun câștigător sau pierzător actual la curse.

## Personaje

### Concurenți
- Dick Dastardly și Muttley - principalii antagoniști ai serialului, care fac tot posibilul să saboteze curse în așa fel încât ei să fie câștigătorii. Dick Dastardly este portretizat în acest serial ca fiind un papă-lapte și un încăpățânat, față de incarnarea sa veche care era mai adunată și mai ingenioasă în elaborarea planurilor de trișat. Muttley rămâne același patruped canin dichisit, care râde la eșecurile stăpânului său, dar care însă se dovedește a fi capabil de multe giumbușlucuri și trucuri puțin ieșite din comun.
- Penelope Pitstop - Este o concurentă îmbrăcată numai în roz care are multă grijă de înfățișarea sa, dar este și foarte pasionată de aventură, și plină de ambiție.
- Peter Perfect - Este cel mai chipeș concurent al curselor, dar din păcate nu la fel de deștept. În ciuda numelui său, Peter nu este mai de loc "perfect", și de obicei îi enervează pe ceilalți cu pălăvrăgelile sale și cu laudele pe sine despre cât de puternic și în formă e (și de fapt el nu este de loc așa). Într-un episod aflăm că Peter este originar din orașul "Perfectville", de unde a fost dat afară de ceilalți deoarece acesta nu respecta normele orașului, și anume că nu era destul de perfect și total opusul lor.
- Tiny și Bella Gruesome (Gruesome Twosome) - concurenții misterioși și monstruoși ai curselor, care în ciuda aparențelor au o inimă bună și sunt prietenoși cu ceilalți colegi ai lor. Tiny, în ciuda numelui său, este un monstru mare și verde de tip Frankestein care e cam cu capul în nori și dus cu pluta, iar Bella este un tip scund albastru și un fel de vampir, care se poate transforma în liliac. De obicei Bella este șeful din cei doi, iar Tiny îl urmează mereu, chiar dacă uneori intră în belele. Când vrea să arate afecțiune, Tiny de obicei ia în brațe persoana respectivă (de obicei pe Peter) și îl strânge puernic.
- I.Q. Ickly - Un nou personaj introdus în acest serial. Este cel mai tânăr concurent al curselor, un mic băiețel care este creierul echipei. I.Q. este foarte deștept, iar mașina sa este dotată cu tot felul de gadget-uri care pot face cam orice, și chiar are un microfon care îi poate răspunde la orice întrebare. De asemenea gadget-urile lui îl pot ajuta să treacă de toate obstacolele întâlnite pe traseu în timpul curselor. Uneori el vorbește cam mult despre anumite lucruri științifice, ceea ce de obicei îi obosesc pe ceilalți concurenți (mai ales pe Dastardly).
- Căpitanul Dash, Polly, Bugsy, Bluebeard și Davey Bones - De asemenea personaje noi introduse, ei sunt concurenții pirați ai curselor. Au o mașină construită ca o corabie. Toți dintrei ei vorbesc cu un accent marinăresc. Ei nu apar în fiecare episod, iar mai târziu au fost complet scoși din serial deoarece publicul nu i-au agreat.
- Pandora Pitstop - Un alt personaj nou introdus, și sora geamănă malefică a Penelopei Pitstop. Aceasta își urește sora, și se consideră cea mai frumoasă și mai specială dintre cele două. Uneori încearcă să saboteze cursa la fel de mult cum o fac și Dastardly și Muttley. Ca și concurenții pirați, ea nu apare în fiecare episod al serialului.

### Alte personaje
- Brick Crashman - este gazda Curselor Trăsnite, care prezintă fiecare episod al serialului. Este văzut în ipostaze și convoaie diferite în funcție de episod (și tema acestuia), și de asemenea îmbrăcat diferit. Uneori condusul trăsnit al concurenților îi mai provoacă mici accidente, dar întotdeauna acesta rezistă și continuă să prezinte, chiar și cu cele mai mari răni.
- P.T. Barnstorm - este deținătoarea și cea care sponsorizează franciza Cursele Trăsnite. Ea este o femeie scundă cu părul alb care poartă haine și pălărie de cowboy.

## Episoade
| Premiera    | Premiera   | N/o | Titlu român                                    | Titlu englez                                  |
| ----------- | ---------- | --- | ---------------------------------------------- | --------------------------------------------- |
|             |            |     |                                                |                                               |
| SEZONUL 1   |            |     |                                                |                                               |
|             |            |     |                                                |                                               |
| 14.08.2017  | 20.11.2017 | 01  | Mai câștigi, mai cazi pe pârtie                | Ya Win Some, Ya Luge Some                     |
|             |            |     |                                                |                                               |
| 31.08.2017  | 20.11.2017 | 02  | Mambo Itali-Go-Go                              | Mambo Itali-Go-Go                             |
|             |            |     |                                                |                                               |
| 31.08.2017  | 21.11.2017 | 03  | Departe de Mardi Gras                          | So Far to Mardi Gras                          |
|             |            |     |                                                |                                               |
| 31.08.2017  | 22.11.2017 | 04  | Expresul de pe Insula Paștelui                 | Easter Express                                |
|             |            |     |                                                |                                               |
| 31.08.2017. | 23.11.2017 | 05  | Cursele medievale                              | Race-a-Lot                                    |
|             |            |     |                                                |                                               |
| 31.08.2017  | 24.11.2017 | 06  | Peter imperfectul                              | Peter Imperfect                               |
|             |            |     |                                                |                                               |
| 31.08.2017  | 27.11.2017 | 07  | Da, prin canion                                | Yes, We Canyon                                |
|             |            |     |                                                |                                               |
| 31.08.2017  | 28.11.2017 | 08  | Cursa latină                                   | Roamin' Racers                                |
|             |            |     |                                                |                                               |
| 31.08.2017  | 29.11.2017 | 09  | Smokey și piloții de curse                     | Smokey and the Racers                         |
|             |            |     |                                                |                                               |
| 31.08.2017  | 30.11.2017 | 10  | Boschetarii curselor                           | Raceketeers                                   |
|             |            |     |                                                |                                               |
| 31.08.2017  | 01.12.2017 | 11  | Cursa Fantastică                               | Fantastic Race                                |
|             |            |     |                                                |                                               |
| 31.08.2017  | 04.12.2017 | 12  | Cursă în spațiu                                | Space Race                                    |
|             |            |     |                                                |                                               |
| 28.09.2017  | 05.12.2017 | 13  | Concurenți în portbagaj                        | Backseat Drivers                              |
|             |            |     |                                                |                                               |
| 30.11.2017  | 06.12.2017 | 14  | Înafara circuitului                            | Off Track                                     |
|             |            |     |                                                |                                               |
| 30.11.2017  | 07.12.2017 | 15  | Vizitarea timpurilor preistorice               | Cave Racers                                   |
|             |            |     |                                                |                                               |
| 21.12.2017  | 08.12.2017 | 16  | Guru de vis                                    | Guru My Dreams                                |
|             |            |     |                                                |                                               |
| 21.12.2017  | 11.12.2017 | 17  | Pe spatele gheții                              | Cold Rush                                     |
|             |            |     |                                                |                                               |
| 21.12.2017  | 12.12.2017 | 18  | Viața curge                                    | It's A Wacky Life                             |
|             |            |     |                                                |                                               |
| 21.12.2017  | 13.12.2017 | 19  | Logica covrigului                              | Pretzel Logic                                 |
|             |            |     |                                                |                                               |
| 21.12.2017  | 14.12.2017 | 20  | Cursă prin zăpadă                              | Dashing Thru The Snow                         |
|             |            |     |                                                |                                               |
| 21.12.2017  | 11.06.2018 | 21  | Cursa bebelușilor                              | Formula Racing                                |
|             |            |     |                                                |                                               |
| 21.12.2017  | 12.06.2018 | 22  | De neîntrecut                                  | Unraceable                                    |
|             |            |     |                                                |                                               |
| 21.12.2017  | 13.06.2018 | 23  | Tornada surorilor                              | Sister, Twister                               |
|             |            |     |                                                |                                               |
| 21.12.2017  | 14.06.2018 | 24  | Planeta Marte are nevoie de concurenți         | Mars Needs Racers                             |
|             |            |     |                                                |                                               |
| 21.12.2017  | 15.06.2018 | 25  | Cursa subterană                                | Race to the Bottom                            |
|             |            |     |                                                |                                               |
| 21.12.2017  | 16.06.2018 | 26  | Încă o dată, Dastardly                         | Do Over Dastardly                             |
|             |            |     |                                                |                                               |
| 21.12.2017  | 17.06.2018 | 27  | Întâlnire cu bucluc                            | Swap Meet                                     |
|             |            |     |                                                |                                               |
| 21.12.2017  | 18.06.2018 | 28  | Mama știe să conducă                           | Mother Drives Best                            |
|             |            |     |                                                |                                               |
| 21.12.2017  | 19.06.2018 | 29  | Cursa contra timpului                          | Race Against Time                             |
|             |            |     |                                                |                                               |
| 15.03.2018  | 20.06.2018 | 30  | Frumosul meu Tiny                              | My Fair Tiny                                  |
|             |            |     |                                                |                                               |
| 10.05.2018  | 21.06.2018 | 31  | Sub curcubeu                                   | Under the Rainbow                             |
|             |            |     |                                                |                                               |
| 31.05.2018  | 22.06.2018 | 32  | Spații trăsnite                                | Wacky Spaces                                  |
|             |            |     |                                                |                                               |
| 31.05.2018  | 23.06.2018 | 33  | Pericolele lui Peter Perfect                   | The Perils Of Peter Perfect                   |
|             |            |     |                                                |                                               |
| 31.05.2018  | 24.06.2018 | 34  | Mov. Cine are nevoie de mov?                   | Purple Who Need Purple                        |
|             |            |     |                                                |                                               |
| 31.05.2018  | 25.06.2018 | 35  | Cursa spre infinit                             | Race To Infinity                              |
|             |            |     |                                                |                                               |
| 31.05.2018  | 26.06.2018 | 36  | Cum vrea el sau valea                          | His Way Or The Highway                        |
|             |            |     |                                                |                                               |
| 31.05.2018  | 27.06.2018 | 37  | Concurenți văcari                              | Racer Roundup                                 |
|             |            |     |                                                |                                               |
| 31.05.2018  | 28.06.2018 | 38  | Bunicul știe mai bine                          | Grandfather Knows Dast                        |
|             |            |     |                                                |                                               |
| 31.05.2018  | 29.06.2018 | 39  | Cursa de 30 de metri                           | 40 Yard Dash                                  |
|             |            |     |                                                |                                               |
| 31.05.2018  | 30.06.2018 | 40  | Misiunea din Hong Kong                         | Hong Kong Screwy                              |
|             |            |     |                                                |                                               |
| SEZONUL 2   |            |     |                                                |                                               |
|             |            |     |                                                |                                               |
| 29.11.2018  | 03.12.2018 | 41  | Dickie și concurent-onauții                    | Dickie and the Race-onauts                    |
|             |            |     |                                                |                                               |
| 29.11.2018  | 04.12.2018 | 42  | Clubul copiilor Ora însorită cu Unchiul Dickie | Uncle Dickie's Happy Sunshine Children's Hour |
|             |            |     |                                                |                                               |
| 29.11.2018  | 05.12.2018 | 43  | Mult zgomot pentru trăsniți                    | Much Ado About Wacky                          |
|             |            |     |                                                |                                               |
| 29.11.2018  | 06.12.2018 | 44  | Departe în vechiul Bombay                      | Far and Away in Old Bombay                    |
|             |            |     |                                                |                                               |
| 29.11.2018  | 07.12.2018 | 45  | Trăsnitul concurează de două ori               | The Wacky Always Races Twice                  |
|             |            |     |                                                |                                               |
| 29.11.2018  | 08.12.2018 | 46  | O mulțime de mumii                             | Mummy Madness                                 |
|             |            |     |                                                |                                               |
| 29.11.2018  | 09.12.2018 | 47  | Peter 2.0                                      | Peter 2.0                                     |
|             |            |     |                                                |                                               |
| 29.11.2018  | 10.12.2018 | 48  | Scufița Roz                                    | Little Pink Riding Hood                       |
|             |            |     |                                                |                                               |
| 29.11.2018  | 11.12.2018 | 49  | Curse haotice                                  | Punky Races                                   |
|             |            |     |                                                |                                               |
| 29.11.2018  | 12.12.2018 | 50  | Ragnarock & Roll                               | Ragnarok & Roll                               |
|             |            |     |                                                |                                               |
| 29.11.2018  | 13.12.2018 | 51  | Atlantida                                      | Wacklantis                                    |
|             |            |     |                                                |                                               |
| 29.11.2018  | 14.12.2018 | 52  | Joc start                                      | Game On                                       |
|             |            |     |                                                |                                               |
| 29.11.2018  | 15.12.2018 | 53  | Raza purpurie din spațiul cosmic               | The Purple Ray from Outer Space               |
|             |            |     |                                                |                                               |
| 29.11.2018  | 16.12.2018 | 54  | Atacul giganticului Muttley                    | Attack of the Mega-Muttley                    |
|             |            |     |                                                |                                               |
| 29.11.2018  | 17.12.2018 | 55  | Chestii trăsnite                               | The Wack Stuff                                |
|             |            |     |                                                |                                               |
| 29.11.2018  | 18.12.2018 | 56  | Dastardly dispărut                             | Dog Gone Dastardly                            |
|             |            |     |                                                |                                               |
| 29.11.2018  | 19.12.2018 | 57  | Cursele Regelui Solomon                        | King Solomon's Races                          |
|             |            |     |                                                |                                               |
| 29.11.2018  | 20.12.2018 | 58  | Procesul lui Dick Dastardly                    | The Trial of Dick Dastardly                   |
|             |            |     |                                                |                                               |
| 29.11.2018  | 21.12.2018 | 59  | Semnat, ștampilat și trăsnit                   | Signed, Sealed and Wacky                      |
|             |            |     |                                                |                                               |
| 29.11.2018  | 22.12.2018 | 60  | Filmul Curse trăsnite                          | Wacky Races the Movie                         |
|             |            |     |                                                |                                               |
| 29.11.2018  | 21.10.2019 | 61  | Mai trăsniți decât în ficțiune                 | Wackier Than Fiction                          |
|             |            |     |                                                |                                               |
| 29.11.2018  | 22.10.2019 | 62  | Niciodată nu ești prea bătrân                  | Never Too Old to Wacky                        |
|             |            |     |                                                |                                               |
| 29.11.2018  | 23.10.2019 | 63  | Vrăjitorii trăsniți                            | Wacky Wizards                                 |
|             |            |     |                                                |                                               |
| 29.11.2018  | 24.10.2019 | 64  | Super trăsniți                                 | Super Wacky                                   |
|             |            |     |                                                |                                               |
| 29.11.2018  | 25.10.2019 | 65  | Trăsniți spre viitor                           | Wack to the Future                            |
|             |            |     |                                                |                                               |
| 05.11.2019  | 28.10.2019 | 66  | Catastrofa                                     | Catastrophe                                   |
|             |            |     |                                                |                                               |
| 05.11.2019  | 29.10.2019 | 67  | Creier, nu forță                               | Brains Before Brawn                           |
|             |            |     |                                                |                                               |
| 05.11.2019  | 30.10.2019 | 68  | Dublu Dastardly                                | Double The Dastardly                          |
|             |            |     |                                                |                                               |
| 05.11.2019  | 31.10.2019 | 69  | Parcul de distracții                           | Wackyland                                     |
|             |            |     |                                                |                                               |
| 05.11.2019  | 01.11.2019 | 70  | Iar n-am reușit                                | Curses, Foiled Again                          |
|             |            |     |                                                |                                               |
| 05.11.2019  | 04.11.2019 | 71  | Bucluc dublu                                   | Double Trouble                                |
|             |            |     |                                                |                                               |
| 05.11.2019  | 05.11.2019 | 72  | Încet și cu grijă                              | Slow and Steady                               |
|             |            |     |                                                |                                               |
| 05.11.2019  | 06.11.2019 | 73  | Scânteiuța Purpurie                            | The Scarlet Pinkernel                         |
|             |            |     |                                                |                                               |
| 05.11.2019  | 07.11.2019 | 74  | Troia și iar Troia                             | Troy And Troy Again                           |
|             |            |     |                                                |                                               |
| 05.11.2019  | 08.11.2019 | 75  | Ce situație trăsnită mai e și asta             | What A Wacky Development This Is!             |
|             |            |     |                                                |                                               |
| 05.11.2019  | 11.11.2019 | 76  | Eu, mașina de curse                            | I, Race Car                                   |
|             |            |     |                                                |                                               |
| 13.11.2019  | 12.11.2019 | 77  | Muttley pentru totdeauna                       | Muttleys Are Forever                          |
| 13.11.2019  | 12.11.2019 | 78  | Muttley pentru totdeauna                       | Muttleys Are Forever                          |
|             |            |     |                                                |                                               |